# Attentat de Dikwa
L'attentat de Dikwa du 9 février 2016 a lieu pendant l'insurrection de Boko Haram.

## Déroulement
Le 9 février 2016, trois femmes kamikazes entrent à 6 h 30 dans le camp de réfugiés de Dikwa. La ville avait été le théâtre de combats en février et mars 2015 entre Boko Haram et l'armée tchadienne qui avait repris la ville et l'avait ensuite remise à l'armée nigériane,. À Dikwa, le camp abrite 50 000 réfugiés venus de Gamboru Ngala, Marte, Kalabalge, Bama, Mafa et Dikwa même,.
Deux des kamikazes déclenchent leurs explosifs au milieu des réfugiés, mais selon Satomi Ahmed, le chef des services d'urgence dans l'État de Borno, la troisième renonce à se faire exploser lorsqu'elle « a réalisé que ses parents ainsi que ses frères et sœurs étaient dans le camp et elle s'est rendue aux autorités ».
Un précédent bilan communiqué par le chef des services d’urgence de l'État de Borno fait état de 35 morts et 78 blessés. Mais le 10 février, un responsable militaire et un membre du personnel humanitaire annoncent un bilan de 58 morts,,.